# Успенская церковь (Кременчуг)
Успенская церковь (Свято-Успенская, Успения Пресвятой Богородицы, Успения Божией Матери) — действующая православная церковь в Крюкове (часть города Кременчуг Полтавской области Украины). Является старейшей церковью города. Входит в перечень памятников архитектуры Кременчуга. 
Церковь относится к Московскому патриархату Украинской православной церкви. С 2007 года является кафедральным собором новообразованной Кременчугской и Лубенской епархии.

## История

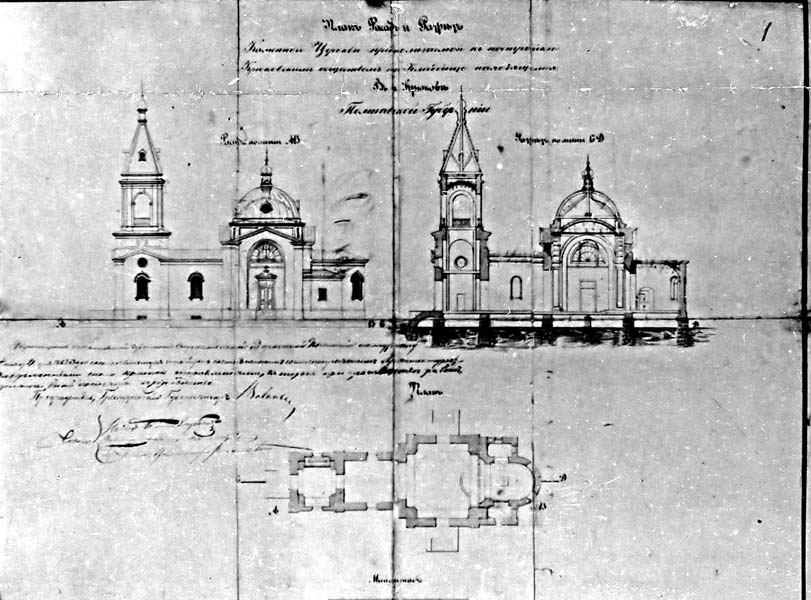
План церкви

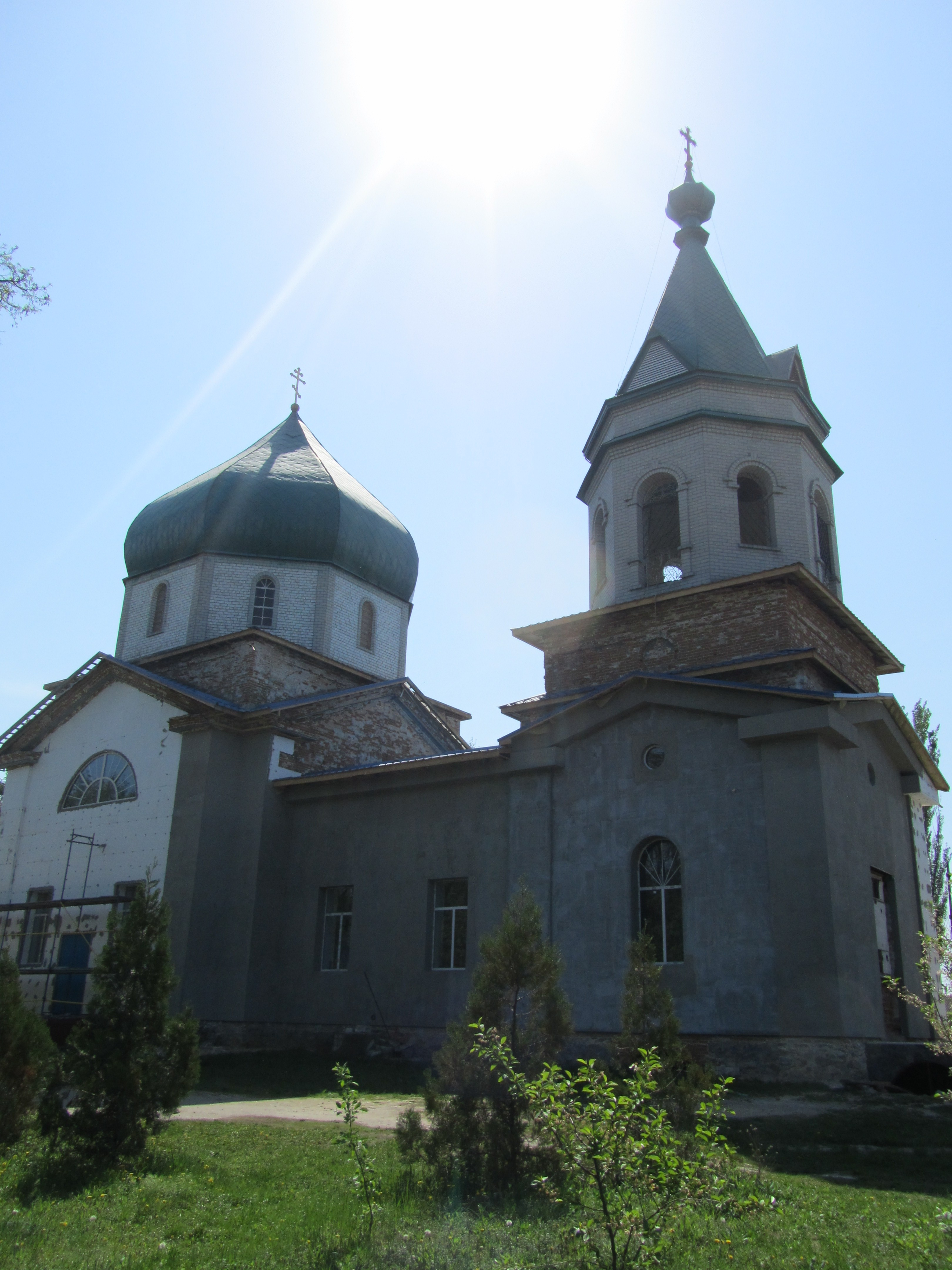
Реставрация 2012 года

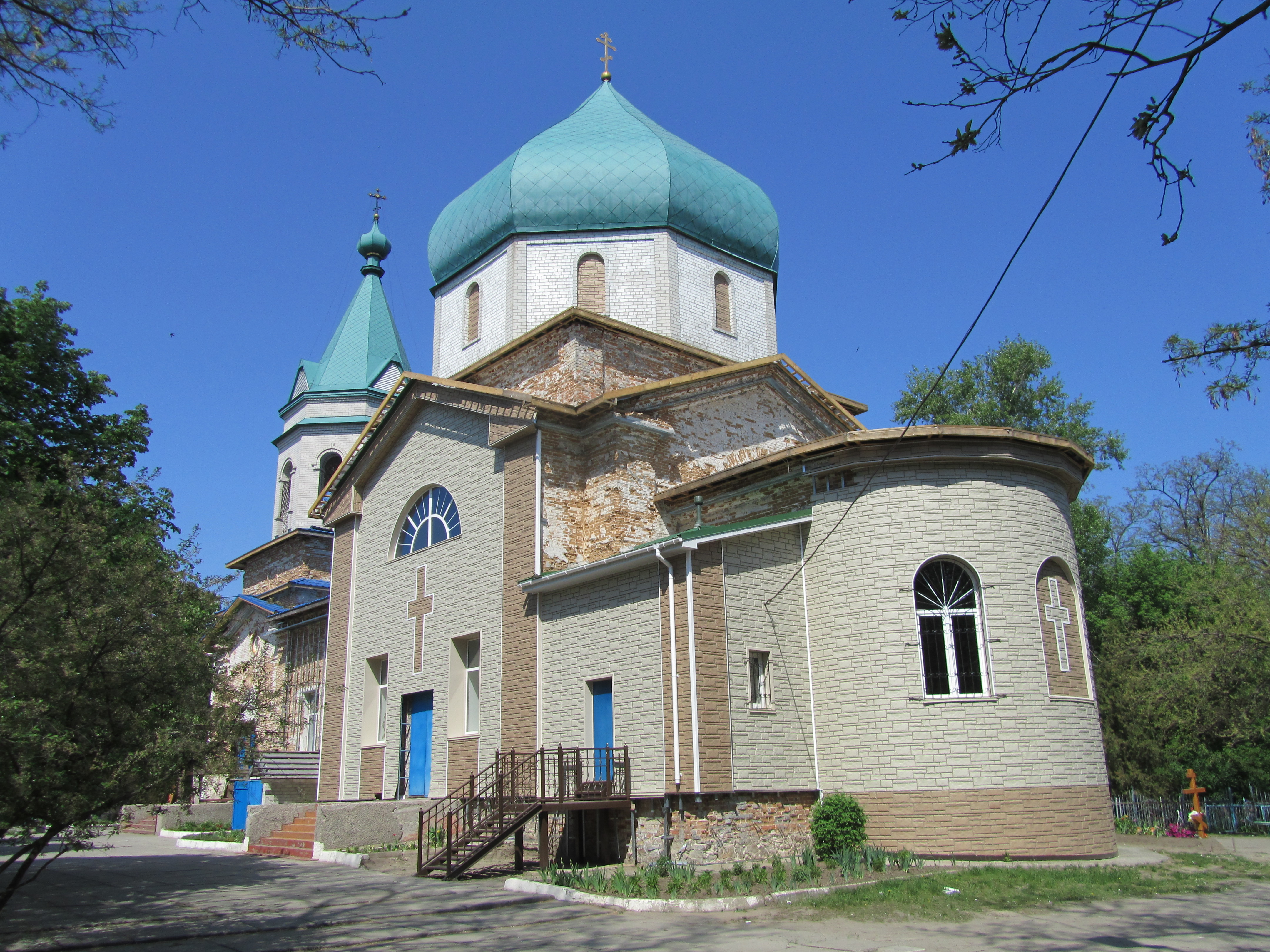
Церковь в 2012 году

### Основание в период Российской империи
В XIX веке Кременчуг активно развивался, вместе с этим росла потребность в расширении Крюковского кладбища. По просьбе местного общества, городской архитектор Александр Несвицкий (отец известного врача и государственного деятеля Несвицкого Александра Александровича)  составляет проект кладбищенской каменной одноглавной церкви, предназначавшейся для отпевания умерших и выполнения обрядов, связанных с погребением. Церковь была заложена на Екатеринославской улице в 1883 году. По завершении строительства в 1887 году была освящена архиепископом Полтавским и Переяславским Иоанном как храм Успения Божией Матери. Рядом с церковью в 1897 году была построена церковно-приходская школа.

### Довоенный советский период
После революции 1917 года богослужения в храме Успения, по свидетельству одной из прихожанок, продолжали совершаться. В 1929 году в стране усилилась антирелигиозная борьба (смотри Религия в СССР (1929—1942)). Постановлением Кременчугского районного Совета богослужение в храме было прекращено. Улица, на которой находился храм, была переименована в Ленина.  
При советской власти для повышения грамотности рабочих и крестьян в городах начали массово открываться рабочие факультеты (рабфаки) — образовательные учреждения, являющиеся предварительной ступенью подготовки к высшему образованию. В Крюкове для рабфака было приспособлено здание церкви, а также расположенной рядом церковно-приходской школы. Атеистический актив вагонных мастерских (образовавших впоследствии Крюковский вагоностроительный завод), состоящий в основном из молодых рабочих, демонтировал внутреннее убранство храма — иконостас, киоты. Снятые колокола были отправлены на завод на переплавку. Были разобраны купол и колокольня, заложены кирпичом арочные окна и пробиты меньшие — прямоугольные. После того, как функция рабфака была выполнена, в помещении был оборудован спортзал.  

### Период Второй мировой войны
В период Второй мировой войны, в 1941 году, бывшее здание церкви пострадало от немецких бомбардировок. В восточной стене (алтарной апсиде) снарядом была пробита дыра. Во время немецкой оккупации жителям Крюкова было позволено начать в церкви богослужения. В церкви также тайно собирались члены партизанского движения.

### Послевоенный советский период
После войны, в 1950–е годы, храм начал приобретать изначальный вид. Был установлен деревянный купол, крытый железом. На месте колокольни установлен небольшой купол с крестом. В результате очередного переименования адрес церкви изменился на улицу Республиканскую.  
Церковь пережила Хрущёвскую антирелигиозную кампанию 1958—1964 годов, продолжая действовать даже при отсутствии отопления. В 1970-е годы в церки были установлены новый иконостас и киоты, приобретены паникадила. Деревянные сходы к церкви были заменены бетонными. На начало 1970–х годов приходится расцвет богослужебных традиций и хорового пения в храме.  
В период с 1980 по 1986 год храм был расписан художниками Сергеем Вереином и Юлием Рыбаковым из Санкт-Петербурга. С 1988 года храм начал менять свой внешний вид. Была произведена замена обветшавшего главного купола на новый, каменный. Были приобретены колокола в Москве. В 1989 году церковь вновь меняет адрес, на улицу Макаренко.

### Период независимой Украины
В 1996 году на средства вагоностроительного и сталелитейного заводов Кременчуга была восстановлена колокольня. В 2012 году была завершена многолетняя реставрация храма.

### Захват собора
27 декабря 2024 года представители раскольнической структуры «ПЦУ» срезали замки и проникли в Успенский собор Украинской Православной Церкви.
Как отмечается в сообщении на странице прихода в социальной сети, рейдеры совершили проникновение в храм «для проведения так называемой инвентаризации церковного имущества», причем «все это происходило при молчаливом согласии правоохранителей».
По опубликованной информации, представители «ПЦУ» «выломали Царские врата иконостаса и зашли в алтарь». Причем в алтарь вопреки церковным канонам вошла и одна из ворвавшихся в храм «активисток».
Руководил захватом запрещенный в священнослужении архимандрит Феодосий (Овчарук). «Активисты вели себя агрессивно, хамили, грубили и использовали бранные слова», — заявили представители Успенского собора.
По их словам, среди тех, кто пришел описывать имущество, не было людей, которые ранее делали что-либо для храма, это были «рейдеры, которые пришли отобрать имущество религиозной общины УПЦ», которые не верят в Бога, люди, которые раскалывают общество и сеют религиозную вражду. 
В октябре община Украинской Православной Церкви отстояла Успенский собор, когда его пришла захватить группа людей в балаклавах, но после случившегося храм опечатала полиция.